# Clotilde Cerdà i Bosch
Esmeralda Cervantes
Pour les articles homonymes, voir Cerda (homonymie), Bosch, Esmeralda et Cervantes (homonymie).
Clotilde Cerdà i Bosch, née à Barcelone le 28 février 1861 et morte le 12 avril 1926 à Santa Cruz de Tenerife, enfant prodige connue sous son nom de scène d'Esmeralda Cervantes donné par Victor Hugo en hommage à l'héroïne du roman Notre-Dame-de-Paris, est une harpiste et compositrice catalane.
Répudiée par son père, l'architecte barcelonais Ildefons Cerdà, mais encouragée par sa mère, la peintre Clotilde Bosch, elle est également militante des droits humains contre l'esclavage et pour les droits des femmes.

## Biographie

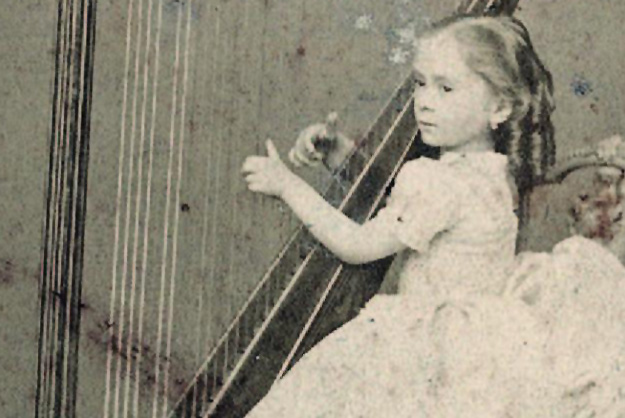
Clotilde, l'enfant prodige (1867).

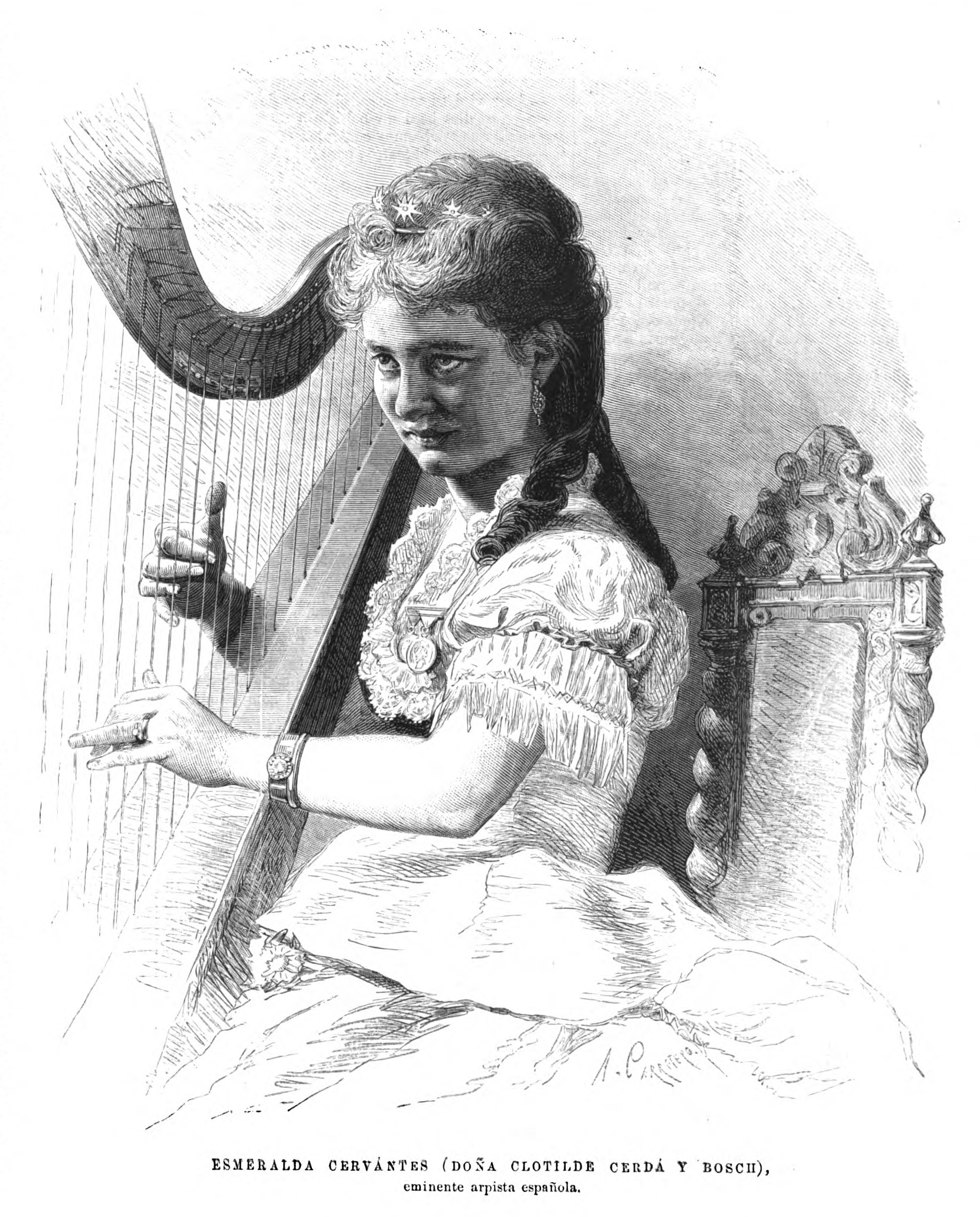
Esmeralda Cervantes vers 1876.

### Son enfance à Barcelone et à Rome
Clotilde Cerdà i Bosch est la fille de la peintre Clotilde Bosch i Carbonell et de l'ingénieur Ildefons Cerdà, créateur notamment de l'aménagement urbain du célèbre quartier de l'Eixample de Barcelone, le Plan Cerdà.
Après avoir passé quelques années à Madrid, ses parents se séparent, et son père la déshérite. Elle part vivre avec sa mère à Rome.
Dans la capitale italienne, encouragée par sa mère, elle étudie la peinture avec Eduardo Rosales et Mariano Fortuny, mais c'est à la musique qu'elle décide de consacrer sa vie.

### L'Esmeralda Cervantesde Victor Hugo
Elle parcourt l'Europe et le monde en tant que musicienne. Elle commence sa carrière de soliste à l'âge de onze ans, au Théâtre Imperial de Vienne, à l'occasion de l'exposition universelle de 1873 en Autriche, où elle est notamment félicitée par la reine d'Espagne Isabelle II et par Victor Hugo. 
C'est l'écrivain français, sur la suggestion de la reine, qui lui a donné son nom de scène : Esmeralda Cervantes, en hommage à l'héroïne du roman Notre-Dame-de-Paris.
À l'âge de quinze ans, elle est déjà célèbre.  

### Une artiste militante des droits humains
En 1865, elle milite contre l'esclavage et la peine de mort, étant l'une des grandes personnalités européennes progressistes. En 1876, elle se lie à Cuba, alors colonie espagnole, avec des indépendantistes militants de l'abolition de l'esclavage. 
Elle est notamment l'une des premières militantes féministes en Espagne.

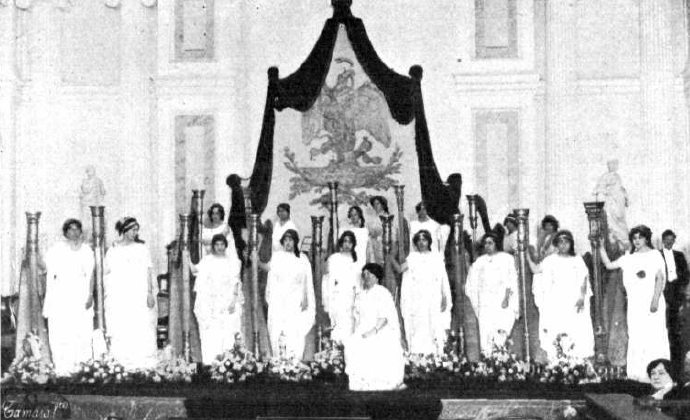
Esmeralda Cervantes avec ses élèves au Conservatoire du Mexique en 1914.

Le 21 février 1875, elle fonde l'Académie Esmeralda, avec comme président le compositeur Felipe Pedrell. Elle en reste la présidente honoraire. A l'âge de 22 ans, elle tombe amoureuse de l'écrivain équatorien anticlérical Juan Montalvo.
En 1875, elle effectue une tournée en Amérique, notamment à Buenos Aires, au Brésil et au Mexique.
En 1881, elle entre à la loge maçonnique d'adoption « Lealtad » à Barcelone, avec la compositrice Àurea Rosa Clavé i Soler, fille du musicien catalan Josep Anselm Clavé i Camps.
Elle revient à Barcelone en 1885, où elle fonde, avec Dolors Aleu i Riera, considérée comme la première femme médecin du pays, l'Acadèmia per à la Il·lustració de la Dona, une organisation éducative de haut niveau pour les femmes. Dite aussi Académie des sciences, arts et des offices pour les femmes (ACAOM), elle compte des femmes reconnues dont la poétesse Maria Josepa Massanés et la journaliste et écrivaine Antònia Opisso. Ouvertement abolitionniste, cette dernière publie Diario de un deportado (en français : Journal d'un déporté), attribué à Carlos Atregui, ce qui déplut à l'entourage royal, qui refuse de prolonger son soutien financier à l'Académie, qui périclite en 1887.
Clotilde Cerdà collabore également au magazine féministe La Ilustración de la Mujer publié à partir de 1883 à Barcelone.
Elle décède le 12 avril 1926 à Santa Cruz de Tenerife, où elle repose au cimetière de Santa Lastenia.

## Postérité et hommages
- Le festival ClotildeFest[19], à Barcelone[20] ;
- Le jardin Clotilde Cerdà, dans le district de l'Eixample, à Barcelone[21].
- En 2020, le Palais Robert de Barcelone lui dédie l'exposition Clotilde Cerdà / Esmeralda Cervantes, un dona davant una època (en français : Clotilde Cerdà / Esmeralda Cervantes, la femme d'une époque)[22]  .

## Œuvres

### Compositions musicales pour harpe
- El adiós de las golondrinas (1877)
- La paz (1877), dédiée au président mexicain Porfirio Díaz
- La agonía (1880)
- Meditación ante la Virgen (1881) pour harpe
- Salutation angélique (1920) pour voix et harpe

### Écrits
- Historia del arpa (1885)
- Education and Literature of the Women of Turkey (Chicago, 1893).